# سامية التمتامي
الأستاذة الدكتورة سامية التمتامي أول باحثة عربية تحصل على دكتوراه في علم الوراثة البشرية عام 1966، وأسست شعبة للوراثة البشرية في مصر ضمت أكثر من مئة باحث واكتشفت أكثر من أربعين مرضاً وراثياً مسجلاً باسمها في المراجع العالمية. اكتشفت حتى الآن أكثر من أربعين مرضاً وراثياً مسجلة باسمها في المراجع العالمية وتُعرف بـ Timtamy Syndrome.
ولدت في مدينة دمنهور في محافظة البحيرة.
التحقت بكلية الطب في جامعة القاهرة، وتخرّجت فيها سنة 1957 بتقدير جيد جداً مع مرتبة الشرف الأولى وكنت الأولى على الطبيبات الإناث، وعملت بعد ذلك في مستشفى أطفال جامعة القاهرة، مستشفى أبو الريش، ثم حصلت على دبلوم طب الأطفال وكانت الأولى على الدفعة.
تزوجت من زميلها الطبيب مصطفى رأفت محمود، وسافرا عام 1961 لدراسة الدكتوراه في أمريكا. وبالتحديد في جامعة جونز هوبكنز ببالتيمور في ميريلاند. وعملت تحت إشراف البروفسور فكتور مكيوزيك رائد الوراثة البشرية. ونتجت رسالة الدكتوراة عن مجلدين ضخمين، طوّرتها بعد ذلك في مرجع، أعيد طبعه ثلاث مرات حتى الآن. وقررت بعدها العودة إلى مصر سنة 1966 رغم عدة عروض أمريكية مغرية. وتأسس سنة 1977 قسم الوراثة البشرية.
وفي ثلاثين سنة، تمكنت من تحويل قسم صغير للوراثة البشرية إلى شعبة للوراثة البشرية تضم اليوم سبعة أقسام فيها أكثر من مئة باحث، وأشرفت على ستين رسالة دكتوراه وخمسين رسالة ماجستير.